# Parisot (Tarn-et-Garonne)
Parisot (okzitanisch: Parisòt) ist eine französische Gemeinde mit 559 Einwohnern (Stand: 1. Januar 2022) im Département Tarn-et-Garonne in der Region Okzitanien. Parisot gehört zum Arrondissement Montauban und zum Kanton Quercy-Rouergue (bis 2015: Kanton Saint-Antonin-Noble-Val). Die Einwohner werden Parisotins genannt.

## Geographie
Parisot liegt etwa 48 Kilometer nordöstlich von Montauban. Umgeben wird Parisot von den Nachbargemeinden Puylagarde im Norden, Vailhourles im Norden und Nordosten, Castanet im Osten, Ginals im Süden, Caylus im Westen und Südwesten sowie Lacapelle-Livron im Westen und Nordwesten. Das Gemeindegebiet wird vom Flüsschen Seye durchquert, an der östlichen und südöstlichen Gemeindegrenze verläuft die Baye. Beide entwässern zum Aveyron.

## Bevölkerungsentwicklung
| 1962 | 1968 | 1975 | 1982 | 1990 | 1999 | 2006 | 2012 |
| ---- | ---- | ---- | ---- | ---- | ---- | ---- | ---- |
| 574  | 595  | 506  | 549  | 522  | 504  | 535  | 568  |

## Sehenswürdigkeiten

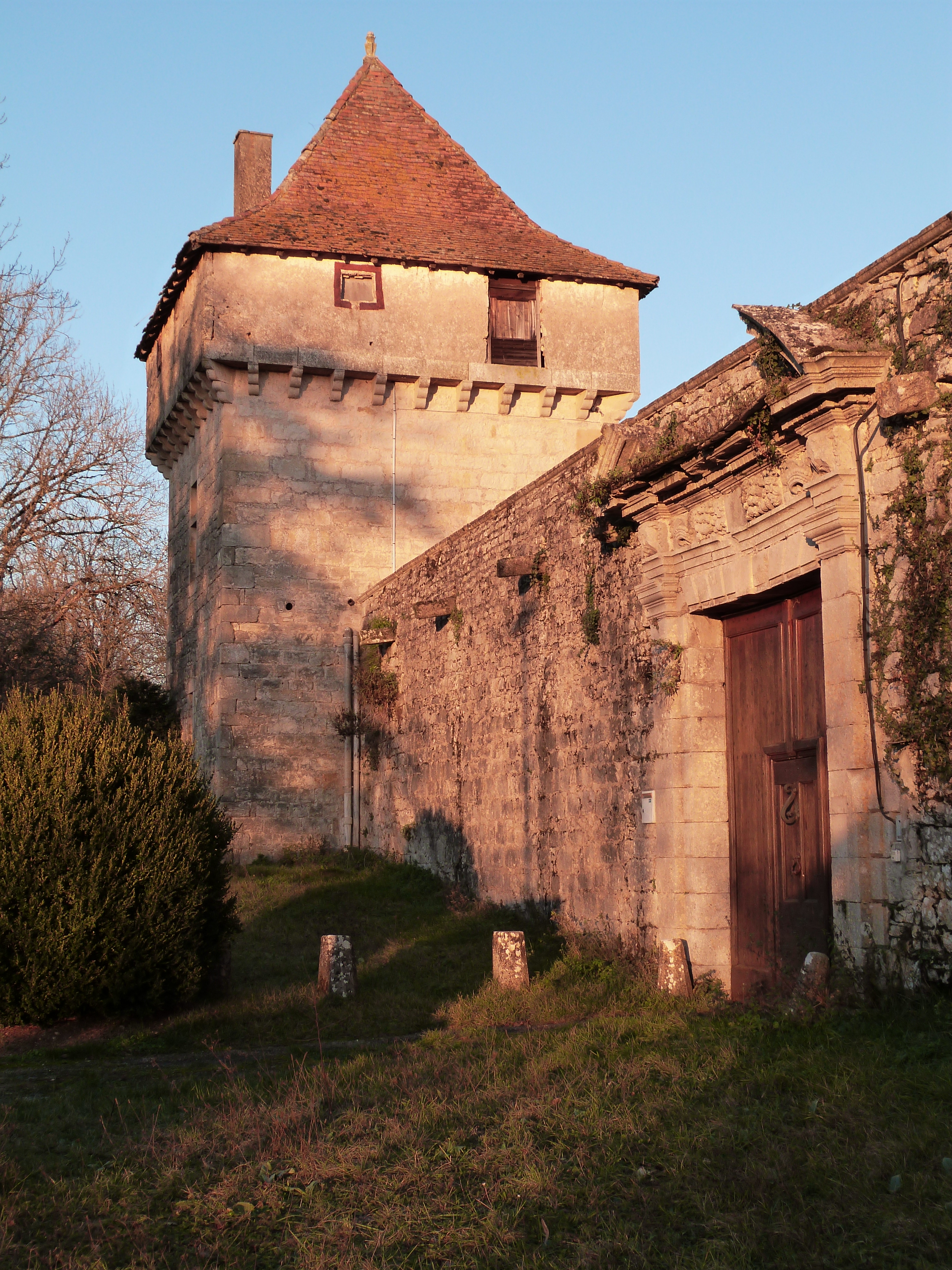
Schloss Cornusson mit Turm

- Kirche Saint-Andéol
- Schloss Cornusson
- Schloss L'Astorguié
- Schloss Labro
- Le Belvedere

## Gemeindepartnerschaften
Mit der britischen Gemeinde Great Hucklow in Derbyshire (England) besteht seit 2010 eine Partnerschaft.